# 하미구이탄털꼬리쥐
하미구이탄털꼬리쥐(Batomys hamiguitan)는 쥐과에 속하는 설치류의 일종이다. 털꼬리쥐속에 속하는 6종의 설치류 중의 하나이다. 필리핀에서만 발견된다. 누르스름한 갈색을 띠고, 긴 털꼬리를 갖고 있으며 몸무게는 약 175g이다. 민다나오섬 중부와 디나가트섬, 루손섬에서 발견되는 종들과 근연 관계를 갖고 있다. 해발 950m 이내와 10km2 이하의 키 작은 이끼 숲에서 서식한다.
2006년 5월, 털꼬리쥐속에서 마지막으로 발견했다. 팀을 이끌었던 저자 다닐로 발렛(Danilo Balete)에 의하면, "하미구이탄털꼬리쥐는 민다나오섬 동부에서 기술된 최초의 포유류이고, 해당 지역에서 유일하게 살고 있는 종으로 간주된다."
하미구이탄털꼬리쥐는 민다나오섬에 여러 토착종의 중심지가 있고, 하미구이탄 산 남동부 고지대가 그 중의 하나라는 가설을 뒷받침한다.